# Katherine Haringhton
Katherine Nayartih Haringhton Padrón (5 de diciembre de 1971) es una abogada y política venezolana, ex Vicefiscal del Ministerio Público (2017-2018). Es conocida por tomar numerosos casos políticos importantes y por ser la única civil entre los siete funcionarios sancionados por el gobierno de Barack Obama mediante decreto presidencial del 8 de marzo de 2015 por violación de derechos humanos entre febrero y marzo de 2014.

## Biografía

### Educación
Se graduó como abogada en la Universidad Central de Venezuela en 1997, especializándose en ciencias penales y criminológicas entre 1999 y 2001 en Universidad Católica Andrés Bello sin la tesis, realizando un curso de postgrado en derecho penal en 2001 en la Universidad de Salamanca y diplomados en la Universidad Católica Santa Rosa, en la Universidad Externado de Colombia y la Escuela Nacional de Fiscales del Ministerio Público en Caracas.

### Ministerio Público
Trabajó durante 21 años en el Ministerio Público, donde ocupó diversos cargos, sin nunca obtener la titularidad de ellos, y donde tomó numerosos casos políticos importantes, además de encargarse de la investigación del apagón nacional ocurrido en septiembre de 2013. En 2012 imputó cargos contra Ana María Abreu de San Miguel, acusada de delitos contra la seguridad de la nación por uso de información reservada, hermana de la directora de la ONG Control Ciudadano Rocío San Miguel. En 2014 imputó a varias personas en el contexto de La Salida y de las protestas en Venezuela de 2014, incluyendo a Rodrigo Diamanti, presidente de la ONG Un Mundo Sin Mordaza, los cargos de tenencia de artefactos explosivos y obstrucción a la vía pública, a Gaby Arellano, entonces del Frente Universitario de Voluntad Popular, por el delito de conspiración, y a María Corina Machado por supuestamente estar vinculada en un plan de magnicidio contra el presidente Nicolás Maduro, citando a Henrique Salas Römer, Gustavo Tarre, Robert Alonso, Pedro Mario Burelli, Diego Arria y Ricardo Koesling para que testificaran ante la presunta conspiración. En junio del mismo año firmó la citación contra Tamara Sujú, directiva de la ONG Foro Penal Venezolano para que compareciera por desestabilización y traición a la patria, quien huyó del país para evadir la medida. Haringhton también estuvo implicada en el caso de Lorent Gómez Saleh el mismo año, a quien imputó los cargos de conspiración a la rebelión, instigación e intimidación al orden público, incertidumbre pública, divulgación de información falsa, expedición indebida de certificaciones, facilitación de ingreso ilegal de extranjero y falsificación de documentos, y al piloto privado Rodolfo González, a quien se le imputaron los delitos de conspiración, instigación pública y asociación para delinquir y quien se suicidó en marzo de 2015 en su celda en El Helicoide. En 2015 recibió el expediente y llevó a cabo la imputación contra el alcalde metropolitano Antonio Ledezma junto a su auxiliar Yeison Moreno por el delito de conspiración y asociación contra el gobierno nacional.

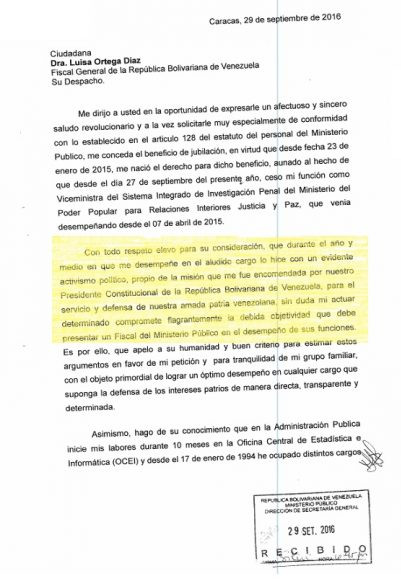
Solicitud de jubilación de Katherine Haringthon.

El 8 de marzo de 2015 fue sancionada con el congelamiento de los bienes en Estados Unidos y la suspensión de la visa por el Departamento de Estado de dicho país e incluida en la lista de la Oficina de control de Activos Extranjeros de Estados Unidos (OFAC) al ser acusada de violación de derechos humanos durante las protestas de 2014, siendo una de siete funcionarios sancionados y la única civil. En abril de 2015 fue designada por Nicolás Maduro como viceministra para el Sistema Integrado de Investigación Penal, Justicia y Paz del Ministerio para Relaciones Interiores, Justicia y Paz, cargo que ocupó entre 2015 y 2016 hasta ser removida año y medio después para formar parte del Consejo General de Policía del mismo viceministerio, donde estuvo al mando del Plan de Desarme Voluntario y de la refundación del CICPC y la adecuación del Servicio de Medicina y Ciencias Forenses (Senamecf). El 29 de septiembre de 2016 remitió una solicitud de jubilación a Luisa Ortega Díaz, expresando que durante su gestión como viceministra ejerció «con un evidente activismo político, propio de mi misión que me fue encomendada por nuestro Presidente Constitucional de la República Bolivariana de Venezuela(…) sin duda mi actuar determinado compromete flagrantemente la debida objetividad que debe presentar un Fiscal del Ministerio Público en el desempeño de sus funciones». También se ha desempeñado como consultora jurídica del SEBIN.

### Vicefiscalía general
El 27 de junio de 2017 el Tribunal Supremo de Justicia de Venezuela dictó la sentencia 470, en la que se declara la nulidad absoluta del nombramiento como vicefiscal general de Rafael González Arias por parte de la fiscal general Luisa Ortega Díaz, después ratificado el 3 de julio por unanimidad por la Asamblea Nacional. Al día siguiente, el 4 de julio, es juramentada como vicefiscal general por el TSJ, decisión tomada al considerar que la Asamblea «estaba en desacato» y por considerar que iba en contra de la constitución y a las leyes, debido a que la competencia para designar a los funcionarios del Ministerio Público es de la Asamblea Nacional. Ortega Díaz ofreció una rueda de prensa pocos minutos después donde anunció desconocer el nombramiento.
El 7 de julio fue desalojada de la oficina de la fiscalía #2 del Ministerio Público por el personal de seguridad después de haber ingresado en la maletera del carro de la fiscal Narda Sanabria, quien imputó cargos contra el dirigente opositor Leopoldo López en 2014 junto con Franklin Nieves, y de que los empleados de la institución alertaran de su presencia. Se presume que fueron revisados expedientes en materia de corrupción. Sanabria fue destituida como fiscal por haber permitido la entrada. El 10 de julio informó haber comisionado a la fiscal 14 de la sala de casación penal del TSJ para revisar el caso de 14 oficiales de Polichacao reclusos en el Helicoide, quienes estaban detenidos en desde junio de 2016 y a quienes el Ministerio Público les había concedido una medida cautelar después de la interposición de un recurso de habeas corpus, pero cuyas boletas de excarcelación se negaban a ser recibidas por el SEBIN. El 13 de julio se le negó el acceso a una asamblea extraordinaria de fiscales iberoamericanos en Buenos Aires, debido a que entendían que la fiscal general era Luisa Ortega Díaz y que se le había permitido la entrada a su representante Patricia Parra, debido a la prohibición de salida del país y el congelamiento de cuentas bancarias de Luisa Ortega; la asamblea repudió cualquier acto de «hostigamiento» o de «pretensión de remoción ilegal o arbitraria». El expreso político Lorent Saleh la señaló como la persona que dirigía sus torturas cuando se encontraba recluido en la sede del SEBIN. Fue destituida el 23 de octubre de 2018 según resolución 3099 impreso en la Gaceta Oficial N° 41.506, y designándose posteriormente por la Asamblea Nacional Constituyente de 2017 a Beysce Loreto como su sucesora.

### Magistrada suplente
En abril de 2022 fue designada como Magistrada suplente de la Sala de Casación Penal del TSJ por un tiempo de doce años. El 22 de marzo de 2023 el TSJ designó a Haringhton como presidenta del Circuito Judicial Penal de Caracas, en sustitución de Cornieles Perre.